# زيوس آمون
آمون زيوس (اليونانية: Άμμωνα Δία) وهو إلهٌ خليطٌ بين معتقدات المصريين القدماء (آمون) ومعتقدات الإغريق (زيوس). كتب اليونانيون اسم آمون بتشديد الميم، فجعلوه في لفظهم أمْمون، ومنه انتقل اسمه إلى باقي لغات أوروبا بكتابة (ِAmmon)، ويرجع هذا التغيير إلى تشابه اسم آمون مع كلمة أمّوس اليونانية(ἄμμος) والتي تعني الرمال.
كثيراً ما ذُكر اسم هذا الإله الإغريقي-المصري في الأشعار اللاتينية، وكان اسمه يذكر مسبوقا بلقبه (Corniger Ammon) وتعني حامل القرون أمّون. وكان اسم (حامل القرون آمون) أداة جيدة في الشعر اللاتيني والاغريقي، فاسمه في اللاتينية كان يكون ركناً شعرياً من مقطع طويل يتبعه مقطعان قصيران (¯ ˘ ˘)، وهو ما اسمه داكتيل، ثم مقطعين طويلين (¯ ¯)، وهو عندهم إسمه الإراقة، فيشكل اسمه ميزاناً شعريا يحدد الشعر الداكتيلي السداسي [الإنجليزية]

## ملامحه

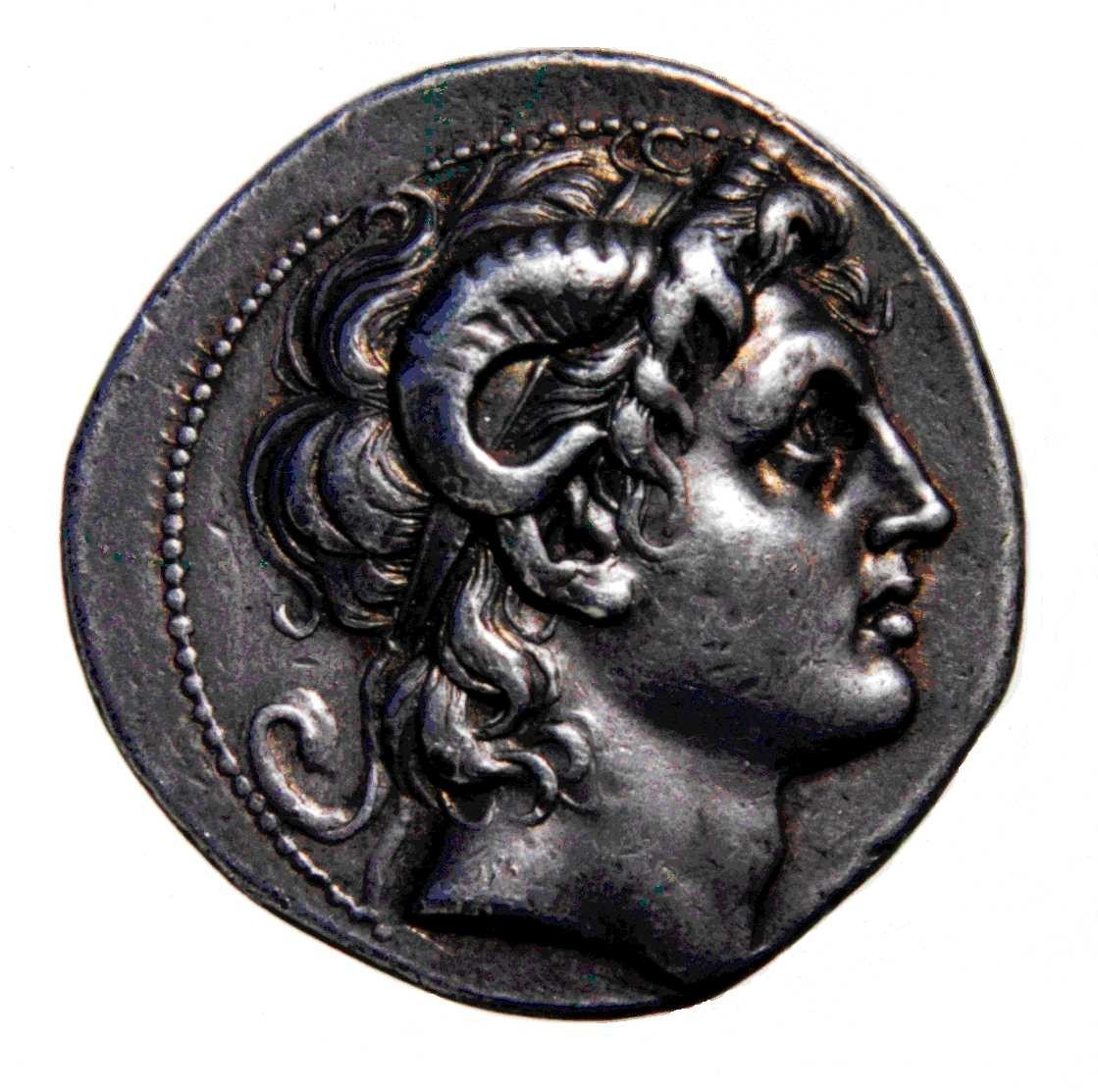
عملة قديمة تُظهر صورة الإسكندر حاملا قرون آمون

يظهر زيوس آمون في هيئة إنسان معمر بقرون كبش، شبيه ببعل آمون. ويرتدي زيوس آمون، في النقود التي تحمل صورته والتماثيل، تاجاً من الغار كرمزٍ على قدراته الإلهية كما في معتقدهم. وترسم عادة حولهُ الكباش وأحياناً ما يصورُ حاملاً عُقاباً على طريقة زيوس.
تظهر صور زيوس آمون على نقود مدينة شحات الإغريقية القديمة في ليبيا، وترجع تلك النقود إلى القرن السادس قبل الميلاد، ويمكننا افتراض أن الأموال النقدية التي تحمل صورته هي ما نقل إلى اليونان تصورهم عن الإله الإغريقي-المصري. وكان الإسكندر المقدوني كذلك يظهر على العملة المصكوكة في القرن الرابع قبل الميلاد حاملاً قرون آمون على رأسه، دلالةً على أنه حاكم مصر وسليل إلهها آمون، ويمكن العثور على قطع نقدية مشابهة من هذه النوع على مر العصور القديمة. استمر صك هذه العمل التي تحمل صورة الاسكندر الكبير بعد وفاته زمنا طويلاً، ولم يتوقف هذا في مملكة مقدونيا حتى قدوم ديميتريوس الأول المقدوني، وكذلك استمرت في آسيا الصغرى حتى معركة مانيسا، ويمكن العثور على تماثيل جوبيتر-آمون على مر تاريخ الرومان..

## معابده
كان لزوس آمون عدداً من المعابد في واحة سيوة وكوم اوشيم في الفيوم في مصر، وإلى جانب تلك المعابد المصرية فقد كان الإغريق يهتمون بزيوس آمونس في خالكيذيكي وثيفا وبيوتيا وأسبرطة وغيثيو ولاكونيا.

### سيوة

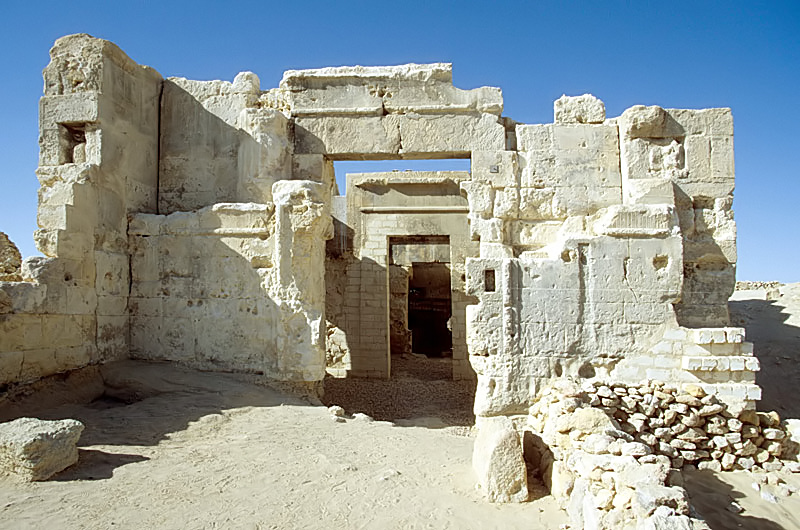
معبد سيوة

معبد آمون ويسمى أيضاً معبد الوحي أو معبد التنبؤات أو معبد الإسكندر، وأقيم في العصر الفرعوني لنشر ديانة آمون بين القبائل والشعوب المجاورة نظراً لموقع سيوة كملتقى للطرق التجارية بين جنوب الصحراء وشمالها وغربها وشرقها. يقع المعبد على مسافة 4 كم شرق مدينة سيوة، واشتهر بزيارة القائد المقدوني الإسكندر الأكبر بعد فتحه مصر في عام 331 ق.م. ويشهد المعبد ظاهرة فلكية تسمى الاعتدال الربيعي حيث يتعامد قرص الشمس على المعبد مرتين كل عام، في 20 أو 21 مارس وهو تاريخ الاعتدال الربيعي، و22 أو 23 سبتمبر وهو تاريخ الاعتدال الخريفي، وترصد الظاهرة اليوم الوحيد في العام، حيث يتساوى الليل والنهار بعد 90 يوماً من أقصر نهار في العام، وبعده بتسعين يوماً آخرين يقع أطول نهار في العام.

### كوم اوشيم
كان هنالك معبد مكرس لخدمة الإله التمساح سوبيك وإله الشفاء سيرابيس وزيوس آمون.

### خالكيذيكي
يرجع بناء معبد زيوس آمون في شبه جزيرة خالكيذيكي إلى النصف الأول من القرن الرابع قبل الميلاد، وكان المعبد مبنياً على النظام الدوريي، بستة أعمدة في الواجهة وإحدى عشر على الجوانب. وأصبح هذا المعبد أهم المعابد الإغريقية-المصرية بعد نبوءة سيوة. وقد صك أهل شبه الجزيرة أموالهم بصورة زيوس آمون الذي اتخذوه رمز مدينتهم وحاميها.

### ثيفا
وبالرغم من أن موقع المعبد لم يحدد ولم يعرف عليه، إلا أن باوسانياس الجغرافي اليوناني أخبر بأنه كان هنالك جماعة تؤمن بزيوس آمون وتتبعه. ويقول باوسانياس أن الشاعر اليوناني بندار أمر النحات كالاميس الشهير، بأن ينحت تمثالاً لزيوس آمون لأجل معبد ثيفا.